# لا تستطيع رؤية ما وراء الزوايا (رواية)
رواية لا تستطيع رؤية ما وراء الزوايا (بالإنجليزية: You Can't See 'Round Corners)‏ هي رواية  للكاتب الأسترالي جون كليري. نشرت عام 1947.وهي أول رواية منشورة للكاتب.